# マクシマ (音符)

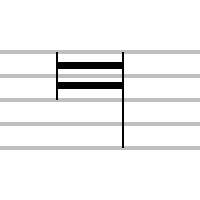
五線譜上のマクシマ

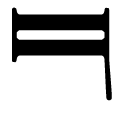
バロック時代のマクシマの表記

マクシマ（ラテン語: Maxima）は、音符の一つ。マキシマとも呼ばれる。
全音符の8倍、倍全音符の4倍、ロンガの2倍の音価を持つとされる。13世紀から14世紀にかけての中世西洋音楽では一般的に用いられていたが、その長さゆえに次第に使用が制限されるようになり、17世紀以降は使われなくなった。16/2、32/4小節で使用された。
現代音楽の理論上の文脈では、全音符の8つと呼ばれることもある。